# Taphozous australis
Taphozous australis is een vleermuis uit het geslacht Taphozous.

## Kenmerken
De bovenkant van het lichaam is bruin tot grijsbruin, de onderkant wat grijzer. De naakte huid van het gezicht en de ledematen is roodbruin. De kop-romplengte bedraagt 61 tot 75 mm, de voorarmlengte 63,5 tot 67,5 mm, de oorlengte 19 tot 24 mm en het gewicht 19 tot 23 g.

## Leefwijze
In Australië slaapt deze soort in grotten en rotsspleten langs de kust; hij komt nooit op meer dan enkele kilometers van de zee voor. In oktober of november wordt een enkel jong geboren.

## Verspreiding
Deze soort komt voor in Oost-Queensland, ten noorden van Rockhampton en in het zuiden van Nieuw-Guinea, waar hij gevonden is in Port Moresby en bij de rivier Strickland. Ook op de eilanden in Straat Torres komt de soort voor.
Taphozous achates · Taphozous australis · Taphozous georgianus · Taphozous hamiltoni · Taphozous hildegardeae · Taphozous hilli · Taphozous kapalgensis · Taphozous longimanus · Mauritiusgrafvleermuis (Taphozous mauritianus) · Taphozous melanopogon · Kaalbuikgrafvleermuis (Taphozous nudiventris) · Egyptische grafvleermuis (Taphozous perforatus) · Taphozous theobaldi · Spitsneusgrafvleermuis (Taphozous troughtoni)